# Vogelschutzgebiet Weinzödl

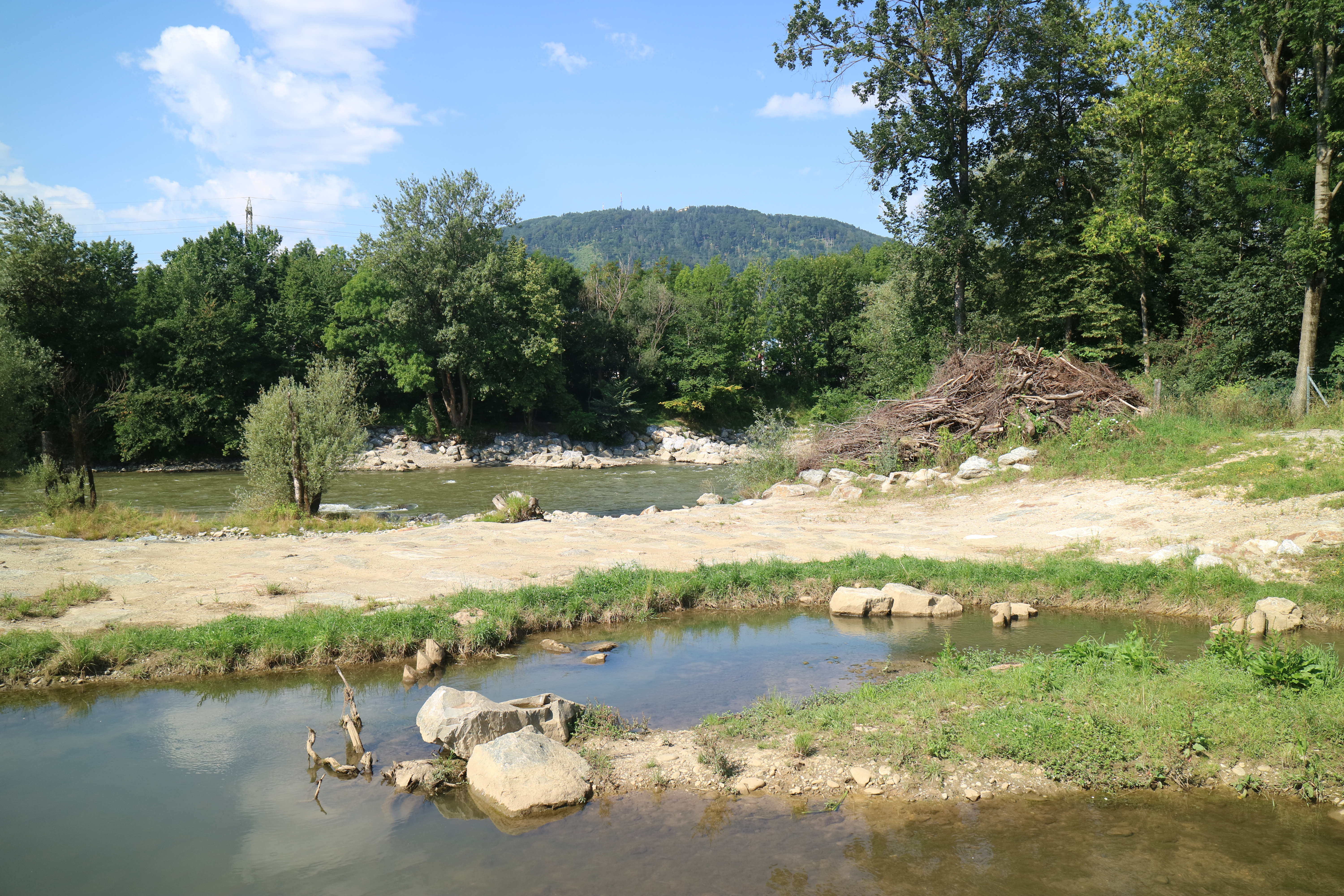
Schutzgebiet am Andritzbach

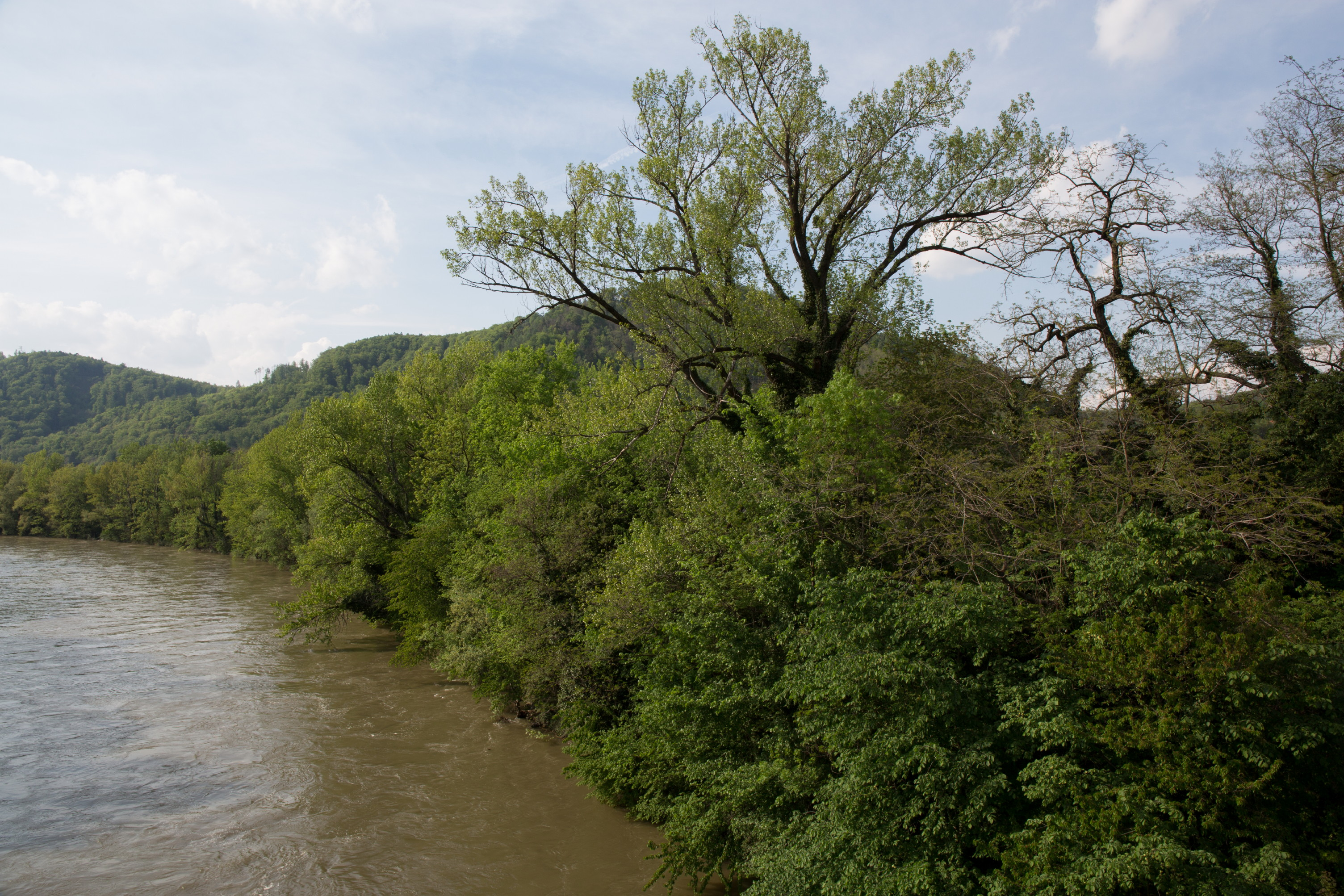
Waldsaum entlang der Mur

Das Vogelschutzgebiet Weinzödl ist ein Naturschutzgebiet in der Landeshauptstadt Graz im österreichischen Bundesland Steiermark. Das seit 2017 bestehende Schutzgebiet umfasst einen Fließabschnitt der Mur sowie einen Großteil des Wasserwerks Andritz im Norden des Stadtgebiets. Bis zur Verordnung konnten insgesamt 134 Vogelarten nachgewiesen werden, als Jagdgast darunter der seltene Baumfalke.

## Lage und Umgebung
Das Naturschutzgebiet besteht entlang einer etwa 2300 Meter langen Fließstrecke der Mur im nördlichen Grazer Feld in den Stadtbezirken Andritz und Gösting. Es reicht vom Unterwasser des Kraftwerks Weinzödl am Ausgang des Mittleren Murtals bis zum Pongratz-Moore-Steg nördlich des Kalvarienberges. Neben den durchgehend bewaldeten Uferbereichen links und rechts des Flusses umfasst es einen Großteil der Fläche des städtischen Wasserwerks Andritz, das für die Öffentlichkeit nicht zugänglich ist. Das Werksgelände am linken Murufer wird im Norden und Osten von der Weinzöttlstraße (B 67a) und dem Andritzbach begrenzt.

## Naturschutz
Die Idee eines Vogelschutzgebiets Graz-Nord wurde durch ein Gutachten des Ornithologen Emanuel Lederer angeregt und erstmals 2007 im Rahmen der Bürgerbeteiligungsinitiative „Zeit für Graz“ öffentlich diskutiert. Im September 2012 wurden in der Kleinen Zeitung die Eindrücke einer abendlichen Szene vom Murufer geschildert und auf die Gefährdung dieses Lebensraumes hingewiesen:

„Wir stehen auf einer Sandbank und schauen fasziniert zu, wie Myriaden von Köcher- und Eintagsfliegen aus dem Flussbett aufsteigen. Wie Gänsesäger zwischen Felsen dösen. Wie Fledermäuse mit Mauerseglern um die Wette fliegen. Wie Stockenten wie jeden Abend um exakt dieselbe Zeit zu ihrem Schlafplatz in Richtung Stattegg abziehen. Und dann taucht auch er auf. Der Baumfalke, der Star der Live-Show. Wie er mit rasendem Tempo Jagd auf aus dem Fluss schlüpfende Insekten macht. Hier an diesem Ort ist dieses Schauspiel von April bis Anfang Oktober fast jeden Abend zu beobachten.“

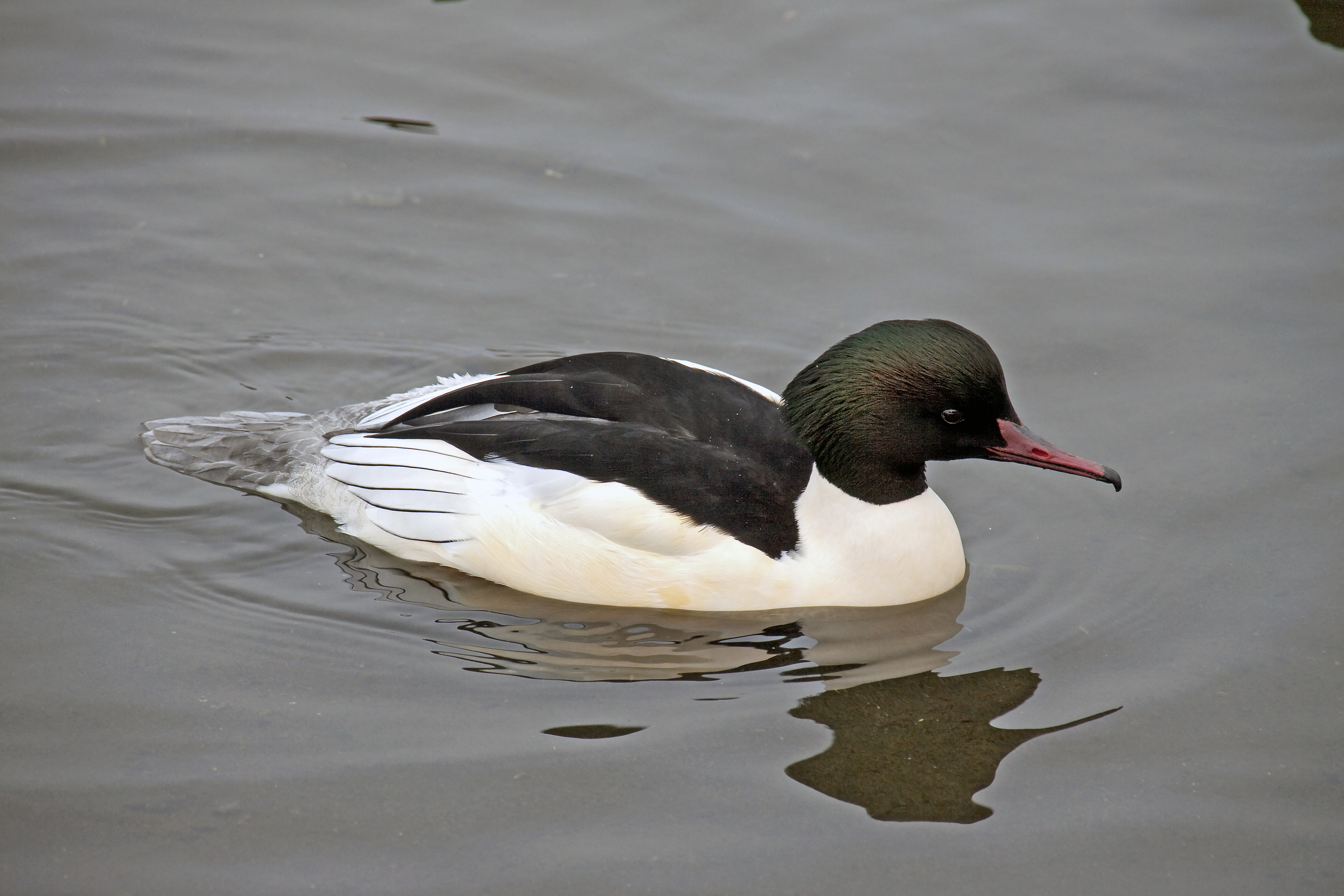
Männlicher Gänsesäger im Habitat

Im Mai 2015 stellten Die Grünen im Grazer Gemeinderat eine Anfrage zur Unterschutzstellung des Gebiets an Bürgermeister Siegfried Nagl. Dieser verordnete schließlich am 19. Jänner 2017 ein Naturschutzgebiet im Ausmaß von 73 Hektar. Damit wurde innerhalb der Stadtgrenzen erstmals seit 1988 ein bedeutendes naturräumliches Schutzgebiet ausgewiesen. Die Ausdehnung des Vogelschutzgebiets Weinzödl übersteigt jene der vier anderen Grazer Naturschutzgebiete (zusammen etwa fünf Hektar) bei Weitem.
Das Areal dient 134 von insgesamt 144 Vogelarten im Grazer Stadtgebiet als Reproduktions- und Nahrungsraum, Rast- und Schlafplatz. Davon konnten 49, unter anderem Gänsesäger und Wasseramsel, als Brutvögel nachgewiesen werden. Häufige Gäste wie Baumfalke, Braunkehlchen, Eisvogel, Flussuferläufer, Gartenbaumläufer, Hohltaube und Kleinspecht stehen auf der Roten Liste gefährdeter Arten. Das besonders für die Winterrast bedeutende Gebiet ist weitgehend naturnah und mit Wasser, Uferbereichen, Wäldern und offenen Wiesen abwechslungsreich strukturiert. Die Waldflora setzt sich aus Bäumen wie Eschen und Ulmen, Schwarzpappel, Silberweide und Waldkiefer zusammen.

## Kontroverse

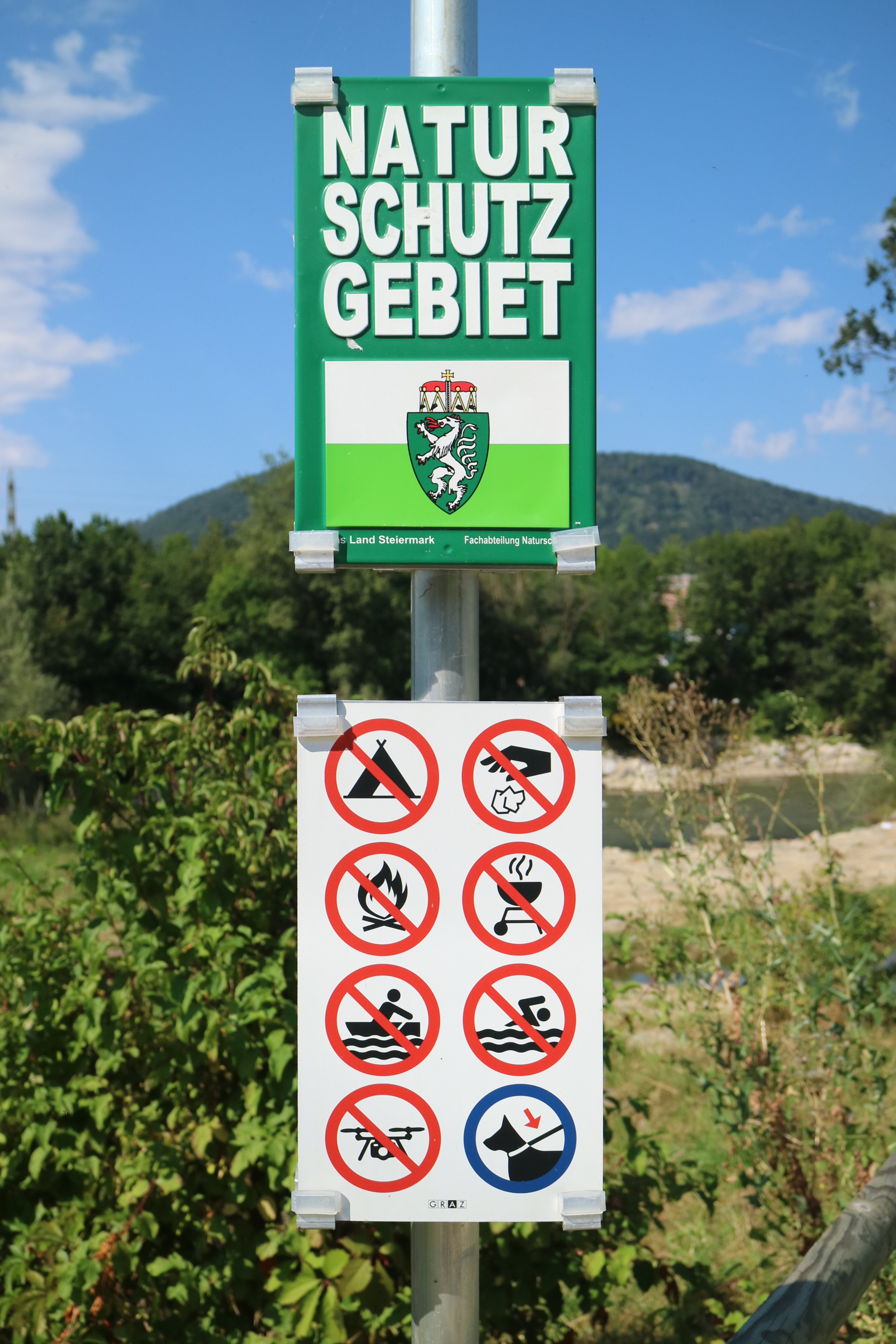
Hinweis- und Verbotstafel

Noch vor Unterschutzstellung des Gebiets wurden der Unterlauf und Mündungsbereich des Andritzbaches zum Zweck des Hochwasserschutzes umgestaltet und teilweise renaturiert. Im Zuge der Baumaßnahmen entstand neben dem neu angelegten Radweg nahe der Arlandgründe ein Rast- und Picknickplatz, über den sich der Uferbereich der Mur leicht betreten lässt. Um einer allzu starken Beanspruchung des sensiblen Naturschutzgebiets entgegenzuwirken, ließ die Stadt im Frühling 2018 an neuralgischen Punkten Informations- und Verbotstafeln aufstellen.
Im Sommer 2019 wurde bereits zum wiederholten Mal Kritik an der Wirksamkeit des Schutzgebiets geübt. Vögel und andere Tiere wie Dachs, Rotfuchs und verschiedene Schlangenarten würden durch Lagerfeuer, Partys und freilaufende Hunde massiv gestört. Zudem verstießen viele Besucher gegen das Betretungsverbot der Schotterbänke. Laut Initiator Emanuel Lederer sei die Wasseramsel als Brutvogel bereits verschwunden, Kormoran, Graureiher und Gänsesäger als Wintergäste fast genauso. Die Umgestaltung des Andritzbaches sorge nicht nur für einen Besucheransturm, sondern sei außerdem nicht genehmigungskonform erfolgt. Die Verantwortlichen des Naturschutzes reichten eine Klage ein und forderten Erholungssuchende dazu auf, das linke Murufer nicht mehr zu betreten. Um die Bevölkerung über das richtige Verhalten im Schutzgebiet aufzuklären, forderten die Grünen zudem eine Informationsoffensive. Im gesamten Gebiet gilt ein Verschlechterungsverbot.
Im Anschluss an den ersten COVID-19-Lockdown erneuerte der Ornithologe Lederer seine Kritik. Das Gebiet sei für Wasservögel inzwischen „komplett uninteressant“ geworden. Aus dem Bürgermeisteramt hieß es unterdessen, es gäbe Gespräche über die Zukunft des Areals.